# أبجد (تطبيق)
أبجد (بالإنجليزية:  Abjjad)‏ هو تطبيق القراءة الأول من نوعه في العالم العربي. يضم أبجد، والذي تأسس في يونيو 2012 على يد إيمان حيلوز، أكثر من مليون ونصف قارئ عربي؛ فقد تم تطويره بخصائص عديدة  إذ يُمكّن أبجد القرّاء من تحميل آلاف الكتب العربية والعالمية المترجمة وقراءتها بدون الاتصال بشبكة الإنترنت من خلال تطبيقاته الذكية على نظام الآندرويد والآيفون.

## عن أبجد
تأسس أبجد في يونيو عام 2012 على يد إيمان حيلوز كمجتمع قرّاء يُعنى بالقرّاء والمؤلفين العرب ومحبيّ الكتب. وبعد اكتشاف القائمين على أبجد فجوة كبيرة في عالم النشر العربي وهي النشر الإلكتروني بصورة قانونية، تطور أبجد ليصبح منصة إلكترونية ذكية لتوفير الكتب العربية الإلكترونية بكل سهولة للقرّاء العرب في كل مكان من خلال تكوين شراكات إستراتيجية مع دور النشر العربية مثل دار الشروق، ودار التنوير، ودار الآداب، ودار الساقي.

## تاريخ أبجد
في مايو 2012، حصل فريق أبجد على الدعم المالي الأولي من شركة «أويسس 500» وانطلق أبجد في يونيو 2012 بميزانية تقارب الـ 15 ألف دولار. وخلال الشهور الثلاثة الأولى، سجل في الموقع أكثر عن عشرة آلاف مستخدم.
كما شارك أبجد في العديد من المحافل الدولية والعالمية مثل «منتدى المفكرين العالمي» (Global Thinkers Forum) في أكتوبر 2012 في العاصمة الأردنية، عمان؛ حيث عرضت فيه إيمان حيلوز، مؤسسة أبجد، فكرة أبجد والغرض من إنشائه ورؤيته المستقبلية لأول مرة.
وشارك أبجد كذلك في «الريادة العالمية» (Global Entrepreneurship) في منتصف ديسمبر 2012 في دبي حيث قُدم كمشروع ناشئ وجديد للمستثمرين العالميين في الشرق الأوسط. وفي فبراير 2013، شارك في StartupTurkey الذي احتضن ريادي المشاريع الناشئة إذ كان واحدًا من عشرة مشاريع ناشئة في فلسطين والأردن رشحتها MENA apps للمشاركة في المؤتمر. وفي نهاية مايو 2013، شارك أبجد في المنتدى الاقتصادي العالمي في العاصمة الأردنية، عمان. وشارك في يونيو أيضًا من نفس العام في Arab Net «قمة عرب نت الرقمية» في دبي.
وفي نهاية عام 2013، تقدَّم أبجد لجائزة محمد بن راشد وحصل على جائزة أفضل مشروع عربي ناشئ.
وخلال 29 أكتوبر 2013 وحتَّى يناير 2014، افتتح أبجد حملته للتمويل الجماعي عبر موقع يوريكا[ ؟ ] للحصول على مساهمات مالية تسهم في تطوير الموقع. استطاع أبجد في خلال 88 يومًا من جمع 161 ألف دولار من 43 مستثمر من حول العالم.
وبحلول نهاية عام 2020، تمكّن أبجد من حصد جولة استثمارية بقيمة مليون دولار وكانت الجولة بقيادة الصندوق الأردني للريادة، وصندوق رمال كابيتال، وصندوق JordInvest. إذ ستستخدم الأموال في اكتساب المستخدمين والكتب الإلكترونية، كما يطمح أبجد أن يصبح أكبر مكتبة إلكترونية عربية وأكبر منصة مدرة للدخل للمؤلفين والناشرين العرب بالإضافة إلى تزويد القرّاء بتجربة قراءة رقمية مميزة.

## مزايا تطبيق أبجد
- إمكانية قراءة الكتب بلا حدود من مكتبة إلكترونية تحتوي على آلاف الكتب العربية والعالمية المترجمة، كما أن مكتبة أبجد الإلكترونية في ازدياد مستمر؛ حيث يتعاون التطبيق بصورة دائمة مع دور نشر جديدة لإضافة المزيد من الكتب.[20][21]
- قراءة من دون الاتصال بالإنترنت، إذ يمكن لمستخدم التطبيق تحميل الكتب خلال ثوان والقراءة من دون إنترنت في أي مكان.[20]
- خاصية تقليب صفحات الكتاب وتظليل الأجزاء المفضّلة لدى القارئ ووضع ملاحظاته مما يمنحه متعة الإحساس بقراءة الكتاب الورقي، بالإضافة إلى خاصية القراءة الليلية وإمكانية تغيير نوع وحجم الخط.[22]
- إمكانية التواصل مع القرّاء الآخرين وقراءة مراجعاتهم للكتب. إذ يضم مجتمع قرّاء أبجد أكثر من مليون ونصف قارئ عربي ويمكن للمستخدم أن يقرأ مراجعاته، وتقييماته للكتب واقتباساته المفضّلة والتفاعل معها.[23]
- إمكانية تقييم الكتب وترتيبها داخل مكتبة شخصية خاصة من خلال إضافة الكتب إلى أحد الرفوف الثلاثة: سأقرأه، أقرأه حاليًا، أو قرأته.[24]
- تضم مكتبة أبجد الإلكترونية عناوين من شتى المجالات الثقافية والأدبية مثل: كتب المراجع، والروايات والقصص، والأدب، وكتب علم النفس، وفلسفة، وبيوغرافيا، وسياسة، وتاريخ، وأديان، كتب تطوير النفس والتنمية البشرية، والكتب العالمية المترجمة للعربية، وغيرها من الكتب الأكثر رواجًا والكتب النادرة.[24][25][26]
- تضم المكتبة أبرز المؤلفات لأهم الكتّاب العرب منهم: نجيب محفوظ، ومحمود درويش، ورضوى عاشور، والطيب صالح. بالإضافة إلى ترجمات عربية لمؤلفات أشهر الكتّاب العالميين مثل: إليف شافاق، وفيودور دوستويفسكي، ومارك مانسون، وغيرهم.[22]

## إحصائيات
يضم أبجد الآن أكثر من مليون ونصف قارئ عربي مسجل.

## الجوائز
حصل موقع أبجد على الجوائز التي تلي:
- 2013: جائزة الشيخ محمد بن راشد عن أفضل مشروع عربي ناشئ في دورتها الثامنة.[11][29]
- 2014: الجائزة الذهبية من منصة JAWA عن فئة أفضل مشروع عربي ناشئ.[30]
- 2015: جائزة بنك الاتحاد السنوية عن فئة سيدة الأعمال.[31]
- 2016: جائزة سعيد خوري للرواد والمبادرين من أصحاب المشاريع الناشئة.[32]
- 2016: جائزة الشيخ سالم العلي للمعلوماتية في الكويت عن فئة أفضل المشاريع التقنية في الوطن العربي.[33]
- 2019: جائزة محمد بن راشد للغة العربية عن فئة أفضل عمل ثقافي وفكري لخدمة اللغة العربية.[34]

## أبجد في الإعلام
لقي أبجد ومنذ إنشائه صدى واسعاً في الإعلام العربي وحتّى الغربي، فقد سرد المؤلف كريستوفر شرودر تجربة مشروع أبجد في كتابه نهضة الشركات الناشئة: ثورة ريادة الأعمال في الشرق الأوسط ، كما تحدثت إيمان حيلوز، مؤسسة أبجد، لكل من برنامج ريتويت لريتا الخوري على إذاعة مونتيكارلو الدولية ساردة فيها فكرة أبجد وآخر إحصائياته، وتحدثت عبر تلفزيون سكاي نيوز عربية عن تجربة أبجد في يوريكا وأويسس 500 لجني التبرعات اللازمة من أجل تطوير التطبيق. وقد قابل تلفزيون الآن إيمان حيلوز، مؤسسة موقع أبجد حينما شاركت في قمة عرب نت الرقمية. وذُكر تطبيق أبجد على صفحة شركة «أويسس 500» حيث كان أحد المشاريع الخمسة التي مولتها شركة «أويسس 500» وحصدت جوائز مختلفة. وتحدثت كل من ومضة، mediame  وcrowfundinsider عن حملة أبجد الإلكترونية في الاستثمار الجماعي عبر موقع يوريكا. وقد أجرت الكاتبة المتخصصة في الأدب العربي بالإنجليزية مارشا كويلي مقابلة في مارس 2013 مع إيمان حيلوز تحدثت فيها عن أبجد، وعن خططه المستقبلية. كما ذكر موقع هاشتاق عربي عن النقلة النوعية لأبجد، الشركة الريادية وتطبيق القراءة العربية المجتمعية، إذ أطلقت الشركة اشتراك «أبجد بلا حدود» بدعم من مؤسسة عبد الحميد شومان في عام 2017. وتحدثت إيمان في مقابلتها مع جريدة ذا جوردان تايمز عن خبرتها في مجال علوم الكمبيوتر وتطوير برمجيات التي ساعدتها في تأسيس أبجد.

## وصلات خارجية
- الموقع الرسمي
- تطبيق أبجد على أندرويد
- تطبيق أبجد على أيفون